# Ludolf Dirk Broekema
Ludolf Dirk Broekema (Leeuwarden, 1911 - Assen, 1979) was een Nederlands huisarts en toneelregisseur.
Ludolf Broekema was een huisarts in het dorp Diever. Hij was de oprichter en regisseur van het Shakespeare Theater Diever, en het daarbij horende jaarlijkse theaterfestival. Hij ontving hiervoor in 1956 de Zilveren Anjer en in 1978 de Culturele Prijs van Drenthe en is geridderd in Orde van Oranje-Nassau.